# گوهر زمان
گوهر زمان (انگلیسی: Gohar Zaman؛ زادهٔ ۱۵ دسامبر ۱۹۷۹) بازیکن سابق و مربی فوتبال اهل پاکستان است.
وی همچنین در تیم‌های ملی فوتبال زیر ۲۳ سال پاکستان و پاکستان بازی کرده است.